# Ipotesi audace
L'ipotesi audace o congettura audace è un concetto dell’epistemologia di Karl Popper, esposto per la prima volta in Logica della scoperta scientifica e successivamente elaborato in Congetture e confutazioni: lo sviluppo della conoscenza scientifica. Questo concetto è oggi ampiamente usato in epistemologia, gnoseologia e nelle scienze sociali.

## Breve spiegazione
Un’ipotesi audace è una nuova ipotesi scientifica, che, qualora fosse vera, potrebbe costituire una spiegazione esauriente del fenomeno indagato. L’ “audacia” di un’ipotesi dipende da diversi fattori:
- la sua universalità – il numero e la varietà di fenomeni che potrebbe spiegare, se fosse vera;
- la sua originalità – la misura in cui è un punto di vista innovativo rispetto alle precedenti teorie;
- il suo “potere previsionale” – la sua capacità di generare nuove previsioni;
- il suo “potere euristico”– la sua capacità di stimolare innovative ricerche scientifiche;
- il suo grado di rilevanza o di utilità nella ricerca scientifica;
- l’effetto o l’impatto che avrebbe sul pensiero scientifico, se fosse vera.

Popper afferma che “le idee audaci, le intuizioni ingiustificate e il pensiero ipotetico sono i soli mezzi per l’interpretazione della natura: il nostro unico organon, il nostro unico strumento per comprenderla”. Perciò, secondo Popper, la conoscenza scientifica deve progredire attraverso la formulazione di ipotesi audaci e il tentativo di falsificarle. Il concetto viene trattato più specificamente in una lezione del 1953, nella quale Popper sostiene che, se desideriamo spiegare i fenomeni naturali, allora “non esiste un metodo più ragionevole che quello della prova e dell’errore, della congettura e della falsificazione della formulazione di teorie audaci; del tentativo di provare che esse siano erronee;  dell’accettazione di esse con riserva, qualora le critiche siano risultate insoddisfacenti. Da questo punto di vista, tutte le leggi, tutte le teorie, rimangono sostanzialmente tentativi o congetture o ipotesi, anche nel momento in cui non ci riteniamo più capaci di falsificarle”.
Inoltre, secondo Popper, il processo di critica e discussione dell’ipotesi audace formulata genera nuova conoscenza scientifica. Infatti, dopo aver formulato l’ipotesi, gli scienziati provano a definire in quale misura essa possa essere compatibile con le evidenze scientifiche già conosciute, con lo scopo di trovare controargomentazioni che la potrebbero falsificare. In questo modo, anche se l’ipotesi dovesse rivelarsi fallace, la sua discussione avrebbe comunque generato nuova conoscenza, o almeno avrebbe stimolato nuove ricerche.
Al contrario, se l’ipotesi formulata fosse poco audace, allora, né il suo esame né la sua eventuale accettazione apporterebbero un contributo significativo all’avanzamento del progresso scientifico. A questo proposito, nel saggio Conoscenza oggettiva (1972), Popper sostiene che “una teoria è tanto più audace quanto è più importante il suo contenuto. È anche più rischiosa: ha la maggior probabilità di essere falsa già in partenza. Noi proviamo a trovare i suoi punti deboli, proviamo a confutarla. Se non ci riusciamo, o se le confutazioni che troviamo sono allo stesso tempo confutazioni di una teoria precedente più debole, allora abbiamo il diritto di supporre, di ipotizzare che la teoria più forte non possiede più falsità rispetto alla stessa precedente teoria più debole, e che perciò ha un più alto grado di verosimiglianza”. Questa interpretazione è stata criticata da Adolf Grünbaum.
Un concetto su cui Popper si sofferma trattando delle ipotesi audaci è la natura provvisoria delle teorie scientifiche. Egli afferma che “la scienza non si basa su solide fondamenta. L’audace struttura delle sue teorie si innalza come su una palude. È come un edificio eretto su pali. I pali sono infilati dall’alto dentro alla palude, ma non c’è una base naturale o data; e se noi smettiamo di infilare i pali più in basso non è perché abbiamo raggiunto un terreno solido. Ci fermiamo semplicemente perché siamo convinti che i pali siano abbastanza stabili per reggere la struttura, almeno provvisoriamente”.
Nell’epistemologia di Popper le asserzioni scientifiche sono sempre provvisorie, hanno un limite di applicabilità, e potrebbero essere errate. Se un’asserzione non può neanche essere falsificata a priori, allora non può essere considerata scientifica. Perciò, secondo Popper, il criterio di falsificabilità è ciò che definisce chiaramente il pensiero scientifico.
Questa idea è stata molto controversa, poiché è abbastanza complicato determinare scientificamente il grado di verità di una teoria. Infatti, se gli scienziati volessero verificare una teoria, potrebbero non sapere come farlo definitivamente. Tuttavia, gli scienziati non vogliono abbandonare un’ipotesi valida solo perché non sono sicuri della sua veridicità assoluta. Perciò il problema diventa rilevante nel momento in cui si formula un’ipotesi audace, poiché potrebbe essere molto difficile definire un esperimento in grado di falsificare la teoria.

## Critiche principali
La teoria di Popper ha ricevuto diverse critiche. Una tra le più condivise, tra scienziati e filosofi, dichiara che l’idea che ci sia un unico metodo da seguire per formulare una legge scientifica è ben lontana dalla realtà del mondo della ricerca. Per esempio, Paul Feyerabend afferma che il processo che conduce a una scoperta scientifica non è standardizzato: anche se spesso è ragionevole e non arbitrario, può comprendere anche ipotesi di carattere metafisico o idee non derivanti da un ragionamento preciso.
Le altre critiche di cui la teoria è stata oggetto si possono sostanzialmente classificare in tre categorie:
1) Il concetto di ipotesi audace è di per sé qualcosa di vago, perché “come si può esattamente definire la soglia di audacia di un’ipotesi?”. Alcune nuove idee, anche se sembrano piuttosto semplici, possono avere un grande impatto sull’avanzamento della ricerca scientifica. L’ “audacia” potrebbe riferirsi al contenuto dell’ipotesi (considerato in relazione ad altre possibili ipotesi), o al modo o al contesto in cui l’ipotesi è presentata, alla sua importanza per la ricerca o alla consuetudine a cui si riferisce. A ogni modo, non è chiaro quali tipi di criteri dovremmo usare per definire un’ipotesi “audace” o meno. Per esempio, potrebbe capitare che qualcuno affermi di lavorare su ipotesi particolarmente audaci e innovative, quando in realtà sono soltanto affascinanti, ma insensate e futili.
2) Come afferma, ad esempio, Imre Lakatos, lo scopo degli scienziati non è quello di mettere alla prova le ipotesi soltanto per tentare di falsificarle. Infatti, una supposizione falsificata mette in luce solo ciò che gli scienziati non conoscono, mentre essi sono spesso più interessati a che cosa possono effettivamente conoscere; desiderano ottenere nuova conoscenza che possa essere usata per scopi pratici. Perciò, secondo il punto di vista di Lakatos le asserzioni di carattere scientifico non sono falsificabili, ma piuttosto fallibili. Le asserzioni fallibili sono quelle che possono non funzionare. Tra di esse si trovano sia quelle che sono verificabili sperimentalmente, sia quelle per cui non si conosce di preciso un modo per poterle provare, e che perciò si accettano temporaneamente. Dunque, le asserzioni di carattere scientifico sono asserzioni fallibili che gli scienziati cercano di mettere alla prova per il loro contenuto di verità. Lakatos non concepisce il progresso scientifico semplicemente come “prova ed errore”, ma come un processo che coinvolge per ogni ipotesi “pro e contro”. Egli crede che la filosofia di Popper sia illogica, perché da una parte sostiene che sia possibile la falsificazione assoluta di un'ipotesi, mentre dall’altra nega la possibilità di verificarla in modo definitivo. Nella visione scientifica di Lakatos, nessuna delle due cose è vera: non esistono “esperimenti cruciali” che possano verificare o falsificare un’ipotesi definitivamente. Ciò che succede realmente è che gli scienziati decidono di accettare i risultati di un esperimento a tutti gli effetti, anche se in linea di principio quella particolare decisione metodologica potrebbe successivamente rivelarsi sbagliata.
3) Diversi ricercatori hanno affermato che l’interpretazione di Popper non fornisce un’immagine realistica della realtà della ricerca. Quasi sempre, nel mondo scientifico gli scienziati non cercano di formulare ipotesi audaci, ma piuttosto di lavorare con test specifici e sistematici su piccoli aspetti di una teoria più grande. Thomas Kuhn definisce questo modo di procedere “scienza ordinaria”. Perciò il progresso scientifico spesso non deriva da nuove e grandiose idee, ma dall’attenta analisi dei dettagli di una teoria che possono fornire la definitiva prova scientifica.
Nonostante queste critiche rilevanti, il concetto di Popper continua ad essere ampiamente usato all’interno del mondo accademico, poiché possiede una sua sensatezza e ragionevolezza, sebbene neanche Popper stesso sia riuscito efficacemente a definirne il ruolo nella ricerca scientifica. Un'altra ragione del suo successo in ambito accademico sta nel fatto che il progresso accademico è alimentato da idee come queste, e non potrebbe procedere se gli studiosi proponessero solamente teorie banali. Perciò, nel mondo accademico le ipotesi audaci hanno un grande valore, purché siano in accordo con il sapere scientifico esistente e non pretendano realmente di sfidare l’autorità scientifica.
Nel settore del business, poi, l'innovazione è molto importante, per trovare nuovi modi di ridurre i costi, aumentare le vendite o incrementare i profitti. Una nuova idea audace può valere molti soldi e quindi chi lavora nel settore del business è favorevole a nuovi audaci tentativi, che possono cambiare profondamente la visione del momento, creandone alcune migliori; grazie a queste innovazioni si può guadagnare molto vantaggio sui concorrenti. Perciò la teoria delle ipotesi audaci continua ad avere molto spazio nell'economia e in tutti i settori legati al management e al business.